# Olando Amoo
Olando Amoo (* in Accra, Ghana) ist ein hannöverscher Tänzer und Choreograf.

## Künstlerische Laufbahn
Seine Karriere als Tänzer begann Olando Amoo bereits mit 4 Jahren in seinem Heimatland Ghana. Engagements als Model und Schauspieler folgten nur wenige Jahre später.
1998 kam Olando nach Deutschland und eröffnete in Hannover sein erstes Tanzstudio: „Olando’s Dynamic Dance“ („ODD“). Ein zweites folgte einige Zeit später in Österreich, welches er zusammen mit der Sängerin Hannah in Innsbruck betrieb. Neben eigenen Engagements als Tänzer, Model und Schauspieler, nahm Olando in dieser Zeit zusammen mit seinen Schülern erfolgreich an nationalen und internationalen Tanzwettbewerben teil, choreographierte sowohl Tanz- und Modeshows, als auch diverse   Musikvideoclips. Im August 2008 erweiterte Olando das Studio um eine Agentur zur Vermittlung von Tänzern, Models und Sängern. Beide firmierten unter dem Namen „OLANDOs Dance Complex“ in Hannovers Innenstadt. 2012 wurden die beiden Bereiche neu aufgestellt. In den „Dynamic Dance Studios – internationale Tanzschule Hannover“ unterrichtet Olando seither tanzbegeisterte Kinder-, Jugend- und Erwachsenengruppen, engagiert sich bei Schul- und Sozialprojekten und bildet angehende Profitänzer aus. In seiner Agentur, 2D-Management ist er als Creative Director aktiv.

## Karriere
Mit der Gründung seines ersten Tanzstudios und diversen Engagements als Tänzer und Choreograf konzentrierte sich Olando Amoo zunächst auf seine Tanzkarriere, bevor er sein musikalisches Talent auch als Sänger, Musik- und Song Composer einsetzte.

## Tanzkarriere
Geprägt von seinen afrikanischen Wurzeln, verschiedensten Tanzstilrichtungen und multikulturellen Einflüssen entwickelte Olando Amoo schon in Jugendjahren seine eigene Stilrichtung, die er „Dynamic Dance“ nannte, und in der er sich vor allem mit der inneren Körperbewegung, dem Ausdruck und körperlichen Umsetzung von unterschiedlichen Rhythmen auseinandersetzte. Bei Kreationen wie z. B. dem Afropop verband er Elemente traditioneller Tänze und neuer Stilrichtungen wie dem Streetdance und Hip Hop. Als Backgroundtänzer stand Olando mit Künstlern wie Paul McCartney, den No Angels und Mehrzad Marashi auf der Bühne. Er tanzte  in Musikvideos u. a. für Aquagen, Laava, Alex Butcher, Mark ’Oh, Royal Gigolos und Velile. Bei der Expo 2000 war er als Tänzer in dem Projekt „Future of Work“ zu sehen. In Belgien und den Niederlanden spielte er im Musical „Peter und der Wolf“ (In the Wings) mit. Für den Motion Capture-Film „Back to Gaya“ stand Olando als Motion-Actor für die Figur „Zeck“ vor der Kamera und bei der Sat.1-TV-Show „You Can Dance“ war Olando als Choreograf engagiert.

### Preise und Auszeichnungen

#### Hip Hop
- 2004 Deutscher Meister / TAF mit „Dynamic Dance“
- 2004 4. Platz Weltmeisterschaft / International Dance Organization mit „Dynamic Dance“
- 2005 & 2006 Gewinner des Europacups in Mills / Niederlande mit „Dynamic Dance“
- 2008 Norddeutscher Meister / Buster Groove als Choreograf der „OLANDOs Youngstars“

#### Dancefloor
- 2004 Gewinner des Deutschlandcups / TAF als Choreograf der „Crazy Crocodile Company“
- 2005 Deutscher Meister / TAF als Choreograf der „Crazy Crocodile Company“

#### Model
- 1997 Model Afrika GH-Accra

## Musikkarriere
Olando Amoos gesamte Kindheit, Jugend und Karriere wurde stets von tanzbarer Musik geprägt. Olando setzte sich während seiner künstlerischen Laufbahn intensiv mit den unterschiedlichen Stilrichtungen, mit Rhythmen und mit den verschiedenen musikalischen Ebenen auseinander. Für seine Choreografien setzte er einzelne Stücke neu zusammen, komponierte eigene Beats und brachte auch seine Stimme regelmäßig als effektvolle  Untermalung mit ein.
2012 begann er damit komplett eigene Stücke aufzunehmen. Im Juli 2014 wurde schließlich seine erste Single „Grind it“ mit dem dazugehörigen Musikvideoclip veröffentlicht, in dem Olando zusammen mit seinem Kollegen David A. Tobin zu hören ist.

## Diskografie

### Singles
2014; Grind it,
2015; Miss Jackson,
2017; Charly Charly

### Alben
geplant Januar 2015

## Videos
2014; Grind it; Produktionsfirma Brainclash

## Filmografie
- 1995–1998; verschiedene Nebenrollen in ghanaischen TV-Serien
- 1997; Model Afrika GH-Accra
- 2002; Motion Capture Actor „Back to Gaya“ für die Rolle „Zack“
- 2007; Choreograf in der Sat.1 Tanzshow „You can dance“